# Yashovijaya
Yashovijaya appelé aussi Yashovijayji, noms précédés des titres de Mahopadhyaya, Upadhyaya ou Gani est un érudit de la branche shvetambara du jaïnisme au XVIIe siècle. Les dates retenues de sa vie terrestre sont 1624-1688. Il est né à Kanoda dans l'état du Gujarat en Inde. Très tôt il a été remarqué pour ses qualités intellectuelles, et, est devenu moine jaïn. Il a étudié la logique avec des brahmanes à Benares. Ses œuvres qui nous sont parvenues sont au nombre d'une centaine, et si elles parlent de logique, elles abordent aussi des sujets multiples comme l'égalité homme-femme et en poésie: la nature mystique de l'âme personnelle. Il est un des derniers grands philosophes du Moyen Âge en Inde et a contribué comme ses prédécesseurs à l'arrêt de l'abattage d'animaux, à la mise en place du végétarisme.